# Йерисовска епархия (Римокатолическа църква)
 Тази статия е за римокатолическата титулярна епархия.  За историческата и православната вижте Йерисовска, Светогорска и Ардамерска епархия.  
Йерисовската епархия (на латински: Dioecesis Hierissensis) е титулярна епископия на Римокатолическата църква с номинално седалище в македонския град Йерисос, Гърция. Епархията е подчинена на Солунската архиепископия. Като титулярна епископия е установена в 1927 година под името Hierisensis, а в 1929 година латинското име е поправено на Hierissensis. До тази дата името на епархията е Акантска (Achantinsis), по името на античния град на мястото на Йерисос Акант.
Титулярни акантски епископи (Achantinsis)
| Име                     | Име                                   | Управление                          | Забележка                      | Години                             |
| ----------------------- | ------------------------------------- | ----------------------------------- | ------------------------------ | ---------------------------------- |
| Богуслав Гошевски       | Bogusław Korwin Gosiewski             | 20 април 1722 - 29 януари 1725      | в смоленски епископ            | 3 ноември 1669 – 24 юни 1744       |
| Рафаел Туки             | Raphael Tuki                          | 15 април 1761 - 22 януари 1763      | в титулярен епископ на Арсиное | 1701 – 1787                        |
| Уилям Гибсън            | William Gibson                        | 10 септември 1790 – 2 юни 1821      |                                | 2 февруари 1738 – 2 юни 1821       |
| Свети Пиер Дюмулен-Бори | St. Pierre-Rose-Ursule Dumoulin-Borie | 30 януари 1836 – 24 ноември 1838    |                                | 20 февруари 1808 – 24 ноември 1838 |
| Пиер-Андре Ретор        | Pierre-André Retord                   | 24 ноември 1838 – 22 октомври 1858  |                                | 17 май 180 – 22 октомври 1858      |
| Жозеф-Симон Тюрел       | Joseph-Simon Theurel                  | 1859 – 3 ноември 1868               |                                | 27 октомври 1829 – 3 ноември 1868  |
| Хю Конуей               | Hugh Conway                           | 21 ноември 1871 - 9 юни 1873        | в епископ на Килала            | 2 февруари 1819 – 23 април 1893    |
| Джовани Раймонди        | Giovanni Timoleone Raimondi           | 17 ноември 1874 – 27 септември 1894 |                                | 5 май 1827 – 27 септември 1894     |
| Пио Пасерини            | Pio Giuseppe Passerini                | 29 март 1895 – 16 април 1918        |                                | 7 януари 1866 – 16 април 1918      |
| Владислав Криницки      | Władysław Paweł Krynicki              | 29 юли 1918 - 21 ноември 1927       | във влоцлавешки епископ        | 28 юни 1861 – 7 декември 1928      |

Титулярни йерисовски епископи (Hierissensis)
| Име                    | Име                                 | Управление                      | Забележка | Години                           |
| ---------------------- | ----------------------------------- | ------------------------------- | --------- | -------------------------------- |
| Джузепе Антонио Карузо | Giuseppe Antonio Caruso             | 6 юли 1928 – 3 януари 1930      |           | 5 октомври 1864 – 3 януари 1930  |
| Теодоро Бариентос      | Teodoro Bernardo Eugenín Barrientos | 10 април 1931 – 24 ноември 1974 |           | 11 август 1886 – 24 ноември 1974 |